# Virová proventrikulitida brojlerů
Virová proventrikulitida brojlerů je charakterizována zánětem žláznatého žaludku (proventrikulu). Za původce je považován zatím blíže nespecifikovaný virus hexagonálního tvaru (adenovirus, polyomavirus?). Nachází se v jádrech infikovaných buněk, jeho velikost byla stanovena na 62-69 nm.
Přirozené onemocnění kromě výkrmových kuřat bylo také pozorováno u 23týdenních slepic masného typu. Experimentálně bylo možné infikovat i kura nosného typu. Způsob přirozeného přenosu není znám; experimentálně je možná orální nebo parenterální aplikace filtrátu homogenátu proventrikulu do dutiny břišní SPF kuřatům.
Klinické příznaky jsou nespecifické. Pozoruje se anémie, zakrslost, špatná konverze krmiva, nestrávené krmivo v trusu, zhoršené hmotnostní přírůstky. Při pitvě se nachází zejména zvětšený žláznatý žaludek, jeho stěna je šedobíle až šedožlutě skvrnitá. Šedobílé fokusy se vyskytují v místě žláz, které jsou dilatované, sliznice je zesílená, vrásčitá, orificia žláz jsou nezřetelná.
Diagnostika je založena na klinickém a patologickém nálezu. Pro potvrzení diagnózy je nutný elektronopticky nálezem virových partikulí (izolace původce se zatím nezdařila, sérologické testy také neexistují). Diferenciálně diagnosticky je nutné odlišit nedostatek vlákniny v krmivu, mykotoxiny, adenovirové nebo reovirové infekce a neoplasie.
Terapie ani specifická imunoprofylaxe nejsou známé.